# Ghiaccio azzurro

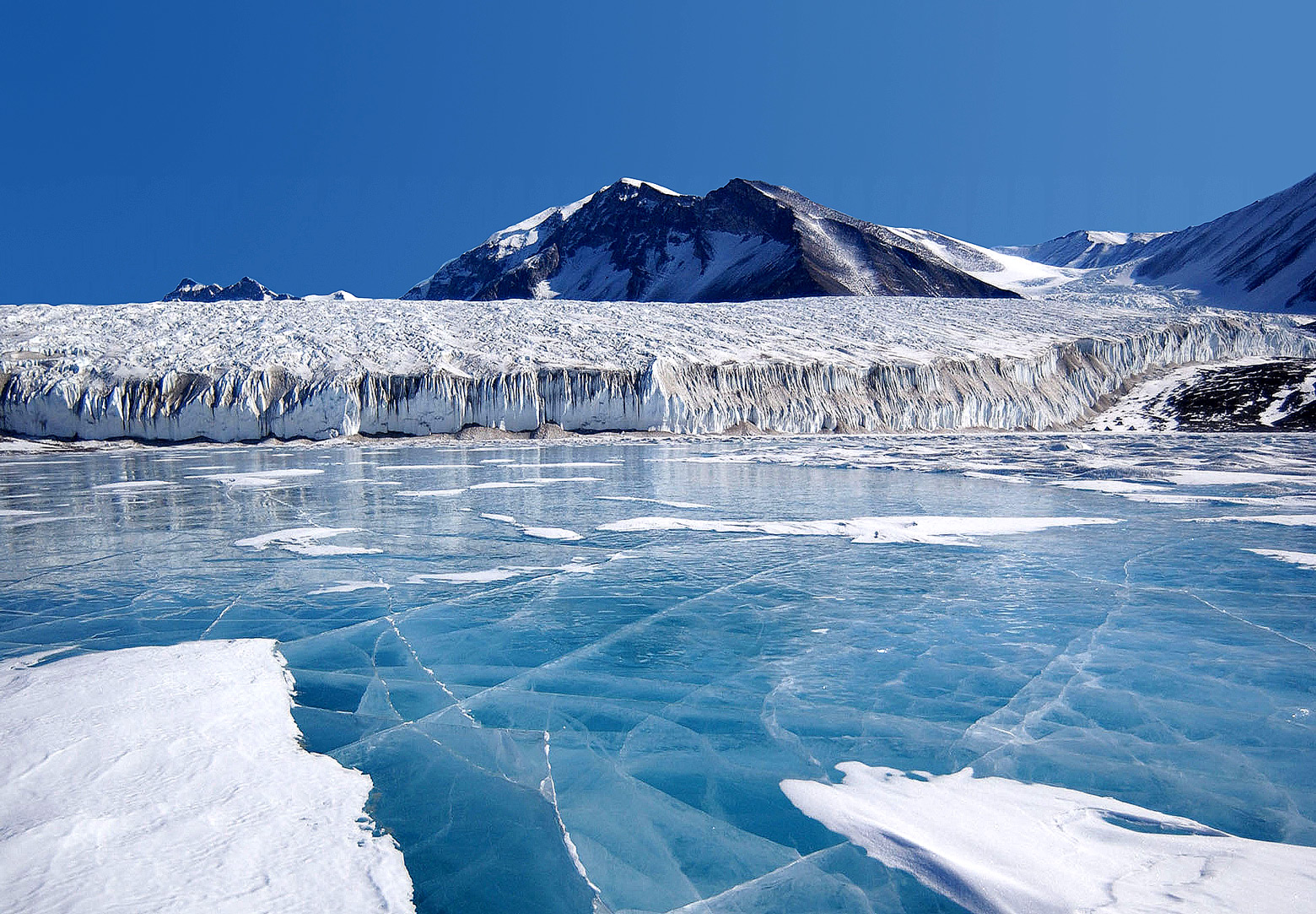
Il lago Fryxell in Antartide

Il ghiaccio azzurro, o ghiaccio blu (in lingua inglese blue ice), si ha quando la neve caduta su un ghiacciaio viene compressa, e diventa parte di un ghiacciaio che si snoda verso un corpo di acqua (fiume, lago, oceano). Durante il suo percorso, le bolle d'aria che sono intrappolate nel ghiaccio vengono espulse, e così la dimensione dei cristalli di ghiaccio aumenta, rendendoli chiari.
In alcune zone, i terremoti hanno sollevato il ghiaccio blu dal suolo creando formazioni molto simili a onde di ghiaccio.

## Cause del fenomeno
Il colore blu è spesso erroneamente attribuito allo scattering Rayleigh. Invece, il ghiaccio è azzurro per lo stesso motivo per cui l'acqua è azzurra: è il risultato di un'armonica derivante dallo stiramento del legame ossigeno-idrogeno (O-H) nell'acqua che assorbe maggiormente la luce nella parte rossa dello spettro visibile, dando così luogo ad una risultante bluastra.

## Piste antartiche
Il ghiaccio azzurro si trova esposto in aree dell'Antartico dove non vi è una netta aggiunta o sottrazione di neve. Vale a dire, ogni quantità di neve che cade in quella zona è neutralizzata dalla sublimazioni o altre perdite. Queste aree sono state utilizzate come piste di atterraggio dato che la loro superficie di ghiaccio duro è adatta per gli aeromobili dotati di ruote o di sci.